# Knölvial

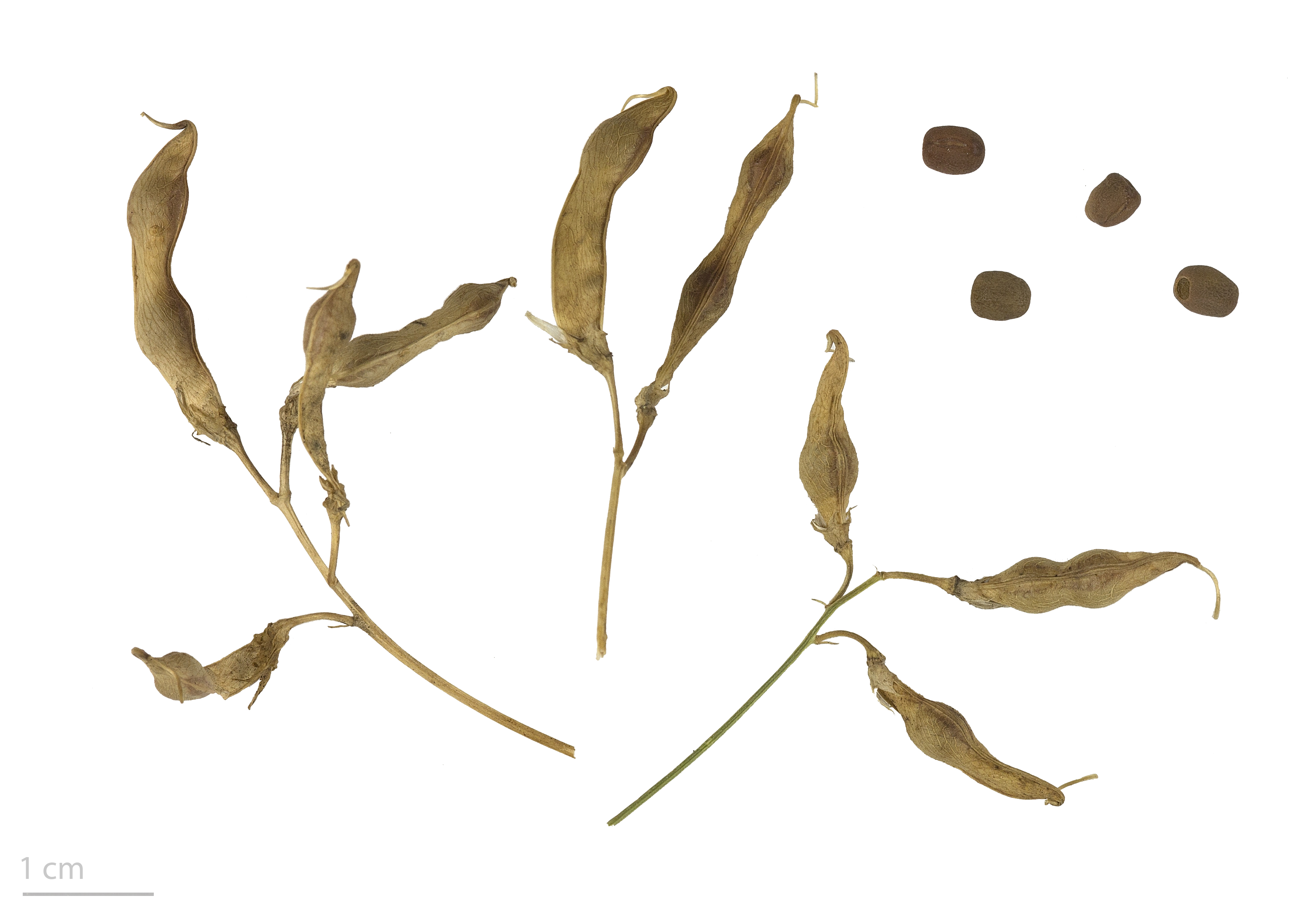
Lathyrus tuberosus

Knölvial (Lathyrus tuberosus) är en art i familjen ärtväxter. Arten förekommer i större delen av Europa, österut till Centralasien. Odlas ibland för sina ätliga rotknölar. 
Knölarna kallades i äldre tid jordnötter eller jordmöss, då de 3–4 centimeter långa knölarna liknar små möss, och smakar som kastanjer. Särskilt under 1800-talet ansågs knölvialens rotknölar som en läckerhet. Numera odlas arten oftare som prydnadsväxt.
Flerårig, klättrande ört med rotknölar, till 1 m. Stjälken är vek, saknar vingkanter. Bladen är parbladiga med bara ett par småblad och ett klänge. Småbladen är cirka 2 cm långa, omvänt äggrunda med en fin uddspets och blågrön undersida. Blommorna sitter 3-9 i klasar på långa skaft i bladvecken, de är purpurrosa, cirka 9 mm långa och väldoftande.
Knölvial blommar i juli-augusti.
Arten är fridlyst i Sverige. I Finland betraktas den som främmande art och har ingen rödlistestatus.

## Synonymer
- Pisum tuberosum (L.) E.H.L. Krause, 1901

### Bokkällor
- Cullen, J. (1995) The European Garden Flora: Dicotyledons (Vol 4) ISBN 0-521-42095-4